# Gene Lancour
Gene Lancour (eigentlich Gene Louis Fisher; geboren am 15. Juni 1947 in Chicago, Illinois) ist ein amerikanischer Science-Fiction- und Fantasy-Autor.
Lancour begann 1973 mit dem Fantasy-Zyklus um Dirsham the Godkiller. 1980 wandte er sich mit The Globes of Llarum, einem routinierten Roman, in dem ein Söldner einer Rebellengruppe im Kampf gegen einen übermächtigen Konzern hilft, der Science-Fiction zu.
1982 veröffentlichte er unter dem Pseudonym Jeanne Lancour Age of Chivalry, eine historische Romantrilogie.
2015 erschien der fünfbändige Fantasy-Zyklus Tales of the Waste.

## Bibliografie
Dirsham the Godkiller (Romanzyklus)
- 1 The Lerios Mecca (1973)
- 2 The War Machines of Kalinth (1977)
- 3 Sword for the Empire (1978)
- 4 The Man-Eaters of Cascalon (1979)
- 5 The Lost Prince (2016)

- Carlisle Saga (Romanzyklus)
- 1 A Candle in the Wind (1981)
- 2 Fortune’s Tide (1992)
- 3 A Southern Wind (1982)

Age of Chivalry (Romanzyklus, als Jeanne Lancour)
- 1 The Storm and the Sword (1982)
- 2 The Armor and the Veil (1982)
- 3 The Mace and the Plume (1982)

Tales of the Waste (Romanzyklus)
- 1 Orph the Inimitable (2015)
- 2 The Perils of Puryas (2015)
- 3 The Emralds of Ruerc (2015)
- 4 The Belt of Aldia (2015)
- 5 Remnant of Empire (2015)

Einzelromane
- The Globes of Llarum (1980)
- Oak Island (1983)